# 김승호 (희극인)
김승호(1992년 2월 25일 ~ )은 대한민국의 희극 배우이다.

## 출연작

### 방송
- 웃찾사 (SBS)
  - 〈마지막 자존심〉
  - 〈세시봉 리턴즈〉
  - 〈친쿵해〉